# Resolution 746 des UN-Sicherheitsrates
Die Resolution 746 des UN-Sicherheitsrates ist eine Resolution, die der Sicherheitsrat der Vereinten Nationen in seiner 3060. Sitzung am 17. März 1992 beschloss. Die Resolution befasst sich mit der – von Bürgerkrieg und Hungersnot gezeichneten – Lage in Somalia und nimmt Bezug auf die vorhergehenden Resolution 733 und den Bericht des Generalsekretärs vom 11. März 1992.
Sie fordert von den Fraktionen in Somalia das Einhalten des Waffenstillstands und die humanitäre Hilfe für die Zivilbevölkerung. Insbesondere unterstützt sie die dringende Forderung des Generalsekretärs, ein technisches Einsatzteam für eine Friedensmission (UNOSOM) aufzustellen.